# Metagrion verrucatum
Metagrion verrucatum – gatunek ważki z rodziny Argiolestidae.
Owad ten jest endemitem Nowej Gwinei; stwierdzono go na dwóch stanowiskach w Górach Centralnych, w części wyspy należącej do Papui-Nowej Gwinei.